# ブラ・ブサナ・グロリダ
ブラ・ブサナ・グロリダ（Bula Busana Glorida, 1999年3月27日 - ）は、コンゴ民主共和国出身のプロバスケットボール選手。ポジションはパワーフォワード。
B3リーグ・東京ユナイテッドバスケットボールクラブ所属。

## 来歴
2015年より帝京長岡高校に留学。男子バスケットボール部でプレイし、3年生時の2017年インターハイでベスト4進出、同年ウインターカップでは第3位入賞した。
白鷗大学男子バスケットボール部では、4年生時の2021年度に副キャプテンに就任し、2021年12月のインカレで同部は初優勝、個人として優秀選手に選出された。

### プロ入り後
2022年3月、B3リーグのさいたまブロンコスに加入した。2022年4月2日のアイシン アレイオンズ戦で初出場し、2021-22シーズン終盤の7試合に出場した。
2022年6月、B3の東京ユナイテッドバスケットボールクラブへ移籍した。

## 個人成績
| シーズン   | チーム   | GP | GS | MPG   | FG%   | 3P%   | FT%   | RPG | APG | SPG | BPG | TO  | PPG |
| ---------- | -------- | -- | -- | ----- | ----- | ----- | ----- | --- | --- | --- | --- | --- | --- |
| B3 2021-22 | さいたま | 7  | 0  | 03:51 | 12.5% | 0%    | 0%    | 1   | 0   | 0.6 | 0   | 0.1 | 0.3 |
| B3 2022-23 | 東京U    | 50 | 4  | 14:24 | 45.6% | 25.7% | 63.3% | 3.6 | 0.6 | 0.6 | 0.2 | 0.9 | 4.9 |
| B3 2023-24 | 東京U    | 42 | 7  | 15:04 | 42.2% | 27.1% | 62.3% | 4.1 | 0.7 | 0.5 | 0.1 | 1   | 5.3 |
| B3 2024-25 | 東京U    | 36 | 2  | 11:56 | 44.7% | 30.6% | 71.1% | 4.0 | 0.7 | 0.7 | 0.1 | 1   | 6.0 |